# Promegestone
Promegestone, được bán dưới tên thương hiệu là Surgestone, là một loại thuốc progestin được sử dụng trong liệu pháp hormone mãn kinh và trong điều trị rối loạn phụ khoa. Nó được dùng bằng đường uống.
Tác dụng phụ của promegstone bao gồm bất thường kinh nguyệt và những tác dụng khác. Promegestone là một progestin, hoặc một tổng hợp progestogen, và do đó là một chất chủ vận của thụ thể progesterone, các đích sinh học của progestogen như progesterone. Nó có hoạt động kháng androgen, glucocorticoid, và kháng mineralocorticoid yếu và không quan trọng khác hormon hoạt động. Thuốc chủ yếu là một tiền chất của trimegestone.
Promegestone được mô tả lần đầu tiên vào năm 1973 và được giới thiệu sử dụng trong y tế tại Pháp vào năm 1983. Nó chỉ được bán trên thị trường ở một vài quốc gia, bao gồm Pháp, Bồ Đào Nha, Tunisia và Argentina. Ngoài việc sử dụng như một loại thuốc, promegestone đã được sử dụng rộng rãi trong nghiên cứu khoa học như một chất phóng xạ của thụ thể progesterone.

## Sử dụng trong y tế
Promegestone được sử dụng trong liệu pháp hormon mãn kinh và trong điều trị các bệnh phụ khoa do thiếu hoàng thể, bao gồm rối loạn tiền mãn kinh, đau bụng kinh và các rối loạn kinh nguyệt khác, và hội chứng tiền kinh nguyệt. Nó cũng đã được sử dụng để điều trị các rối loạn vú lành tính như đau ngực (đau vú).

## Tác dụng phụ
Tác dụng phụ của promegstone bao gồm bất thường kinh nguyệt giữa những người khác. Nó không có tác dụng phụ androgenic.

## Dược lý

### Dược lực học

Trimegestone (21 (S) -hydroxyl-promegestone), chất chuyển hóa hoạt động chính của promegestone.

Promegestone là một progestogen, hoặc một chất chủ vận của thụ thể progesterone. Nó có khoảng 200% ái lực của progesterone cho PR. Liều chuyển đổi nội mạc tử cung của promegestone là 10   mg mỗi chu kỳ và liều rụng trứng của nó là 0,5 mg/ngày. Promegestone có hoạt động glucocorticoid yếu bên cạnh hoạt động proogenogen của nó. Ngược lại, nó không có hoạt động androgenic, estrogenic, mineralocorticoid hoặc hoạt động nội tiết tố khác. Nó dường như sở hữu hoạt động chống ung thư. Chính của nó metabolite trimegestone có yếu antimineralocorticoid và kháng androgen hoạt động. Ngoài ra, promegestone đã được tìm thấy có một số hoạt động neurosteroid bằng cách hoạt động như một chất đối vận không cạnh tranh của thụ thể acetylcholine nicotinic, tương tự như progesterone.

### Dược động học
Sau khi uống, nồng độ đỉnh của promegstone trong huyết thanh đạt được sau 1 đến 2   giờ  Thuốc chủ yếu liên kết với albumin; nó không liên kết với globulin liên kết với hormone giới tính và chỉ liên kết yếu với globulin gắn với corticosteroid. Sự chuyển hóa của promegestone chủ yếu thông qua quá trình hydroxyl hóa ở vị trí C21 và tại các vị trí khác. Progesterone được hydroxyl hóa tương tự ở vị trí C21, thành 11-deoxycorticosterone (21-hydroxyprogesterone). Tuy nhiên, liên kết đôi C9 (10) của promegstone hạn chế rất nhiều sự khử vòng A mà progesterone trải qua, dẫn đến 21-hydroxylation là con đường chuyển hóa chính của promegstone. Thuốc được stereoselectively chuyển hóa thành trimegestone, 21 (S) -hydroxy metabolite, đó là hợp chất chính được tìm thấy trong huyết tương; nó lưu hành ở mức xấp xỉ gấp đôi so với promegestone. Ngoài ra, trimegestone có ái lực cao hơn gấp ba lần so với PR so với promegestone. Như vậy, promegestone phần lớn là một tiền chất của trimegstone. Một chất chuyển hóa thứ hai, 21 (R) -hydroxypromegestone, lưu thông ở nồng độ thấp hơn nhiều (tỷ lệ AUC cho các đồng phân (S)-và (R)-khoảng 21). Thời gian bán hủy của trimegstone là 13,8 đến 15,6   giờ  Promegestone, trimegestone và 21 (R) -hydroxypromegestone không được bài tiết qua nước tiểu, trong khi 3% liều được thu hồi dưới dạng glucuronide và/hoặc sulfat liên hợp của trimegstone và 1% liều được thu hồi dưới dạng glucuronide và/hoặc sulfate liên hợp của 21 (R) -hydroxypromegestone.

## Hóa học
Promegestone, còn được gọi là 17α, 21-dimethyl-δ 9 -19-norprogesterone hoặc 17α, 21-dimethyl-19-norpregna-4,9-diene-3,20-dione, là một steroid tổng hợp norpregnane và là một dẫn xuất của norpregnane progesterone. Nó đặc biệt là một dẫn xuất kết hợp của 17α-methylprogesterone và 19-norprogesterone, hoặc 17α-methyl-19-norprogesterone. Các dẫn xuất liên quan của 17α-methyl-19-norprogesterone bao gồm demegstone và trimegestone.

## Lịch sử
Promegestone được mô tả lần đầu tiên trong tài liệu vào năm 1973 và được giới thiệu sử dụng trong y tế tại Pháp vào năm 1983. Nó được phát triển bởi Roussel Uclaf ở Pháp.

## Xã hội và văn hoá

### Tên gốc
Promegestone là tên gốc của thuốc và INN, trong khi promégestone là DCF. Nó cũng được biết đến với tên mã phát triển R-5020 hoặc RU-5020.

### Tên thương hiệu
Promegestone được bán trên thị trường độc quyền dưới tên thương hiệu là Surgestone.

### Khả dụng
Promegestone đang hoặc đã được bán trên thị trường ở Pháp, Bồ Đào Nha, Tunisia và Argentina.